# إدوارد بيلي ماكلين
إدوارد بيلي ماكلين (بالإنجليزية: Edward Beale McLean) هو نجم اجتماعي أمريكي، ولد في 1889 في واشنطن العاصمة في الولايات المتحدة، وتوفي في 28 يوليو 1941 في توسون في الولايات المتحدة.

## وصلات خارجية
- إدوارد بيلي ماكلين على موقع الموسوعة البريطانية (الإنجليزية)